# Деснянський район (Чернігів)
Деснянський район м. Чернігова. Створено 22.12.1973 шляхом поділу міста на два райони — Деснянський район і Новозаводський район. Межа між районами проходить по проспекту Миру. До складу Деснянського району входять правий бік проспекту Миру і територія на Схід від неї, зокрема Дитинець, Третяк, Передгороддя, Окольний град, Бобровиця, П'ять Кутів площа, Ялівщина. Площа району — 4870,3 га.

## Економіка
Економіка району представлена, як великими так і малими підприємствами, зокрема діє розгалужена система підприємств у сфері послуг. Серед промисловості району, найбільшу питому вагу виробництва займає харчова промисловість. Форма власності абсолютної більшості підприємств — приватна. До комунальної і державної власності належать здебільшого неприбуткові підприємства, і підприємства в сфері послуг. Як то «Чернігівський тролейбус» та ін.

## Освіта
В Деснянському районі міста діє розгалужена система навчальних закладів дошкільної, шкільної і позашкільної освіти, вищих навчальних закладів, як ІІІ—IV, так і І—ІІ рівнів акредитації.
Зокрема вищі навчальні заклади ІІІ—IV рівня акредитації:
- Національний університет «Чернігівський колегіум» імені Т. Г. Шевченка (вул. Гетьмана Полуботка, 53).
- Державний інститут економіки і управління (вул. Стрілецька, 1).
- Чернігівський національний технологічний університет (вул. Шевченка)

## Культура
У Деснянському районі міста знаходиться більша частина пам'яток архітектури стародавнього Чернігова. Зокрема у районі збереглися пам'ятники архітектури Київської Руси:
- Спасо-Преображенський собор (11 ст.),
- Борисоглібський собор (12 ст.),
- Храм Параскєви П'ятниці (кін. 12 — поч. 13 ст.);

пам'ятники архітектури 17-18 ст. (українське бароко):
- будинок Лизогуба (1690-і рр.),
- Катерининська церква (1715).

На початку 19 ст. забудовувався за регулярним планом будинками в стилі класицизму — наприклад збудований у 1804 році будинок генерал-губернатора у якому з 1975 року знаходиться Історичний музей, та ін.
В районі працюють 2 театри:
- Чернігівський обласний молодіжний театр
- Чернігівський обласний академічний український музично-драматичний театр імені Тараса Шевченка

В Деснянському районі знаходиться Стадіон імені Юрія Гагаріна, де проводить більшість матчів жіноча збірна України з футболу, а також один з найбільш титулованих клубів українського жіночого футболу — чернігівська «Легенда».

## Місцевості Деснянського району
- На правому березі річки Стрижень :
  - Дитинець .
  - Третяк
  - Передгороддя .
  - Окольний град .
  - Ковалівка .
  - Поділ (Кавказ) .
  - Ялівщина .
- На лівому березі річки Стрижень :
  - Кордівка .
  - Березки .
  - Бобровиця .